# Rixe entre Booba et Kaaris à Orly
La rixe entre Booba et Kaaris à l'aéroport d'Orly est un affrontement d’une violence sans précédent survenu le 1ᵉʳ août 2018 entre les deux rappeurs français et leurs entourages respectifs. Cet événement a fait grand bruit dans les médias et a entraîné des conséquences judiciaires.

## Contexte

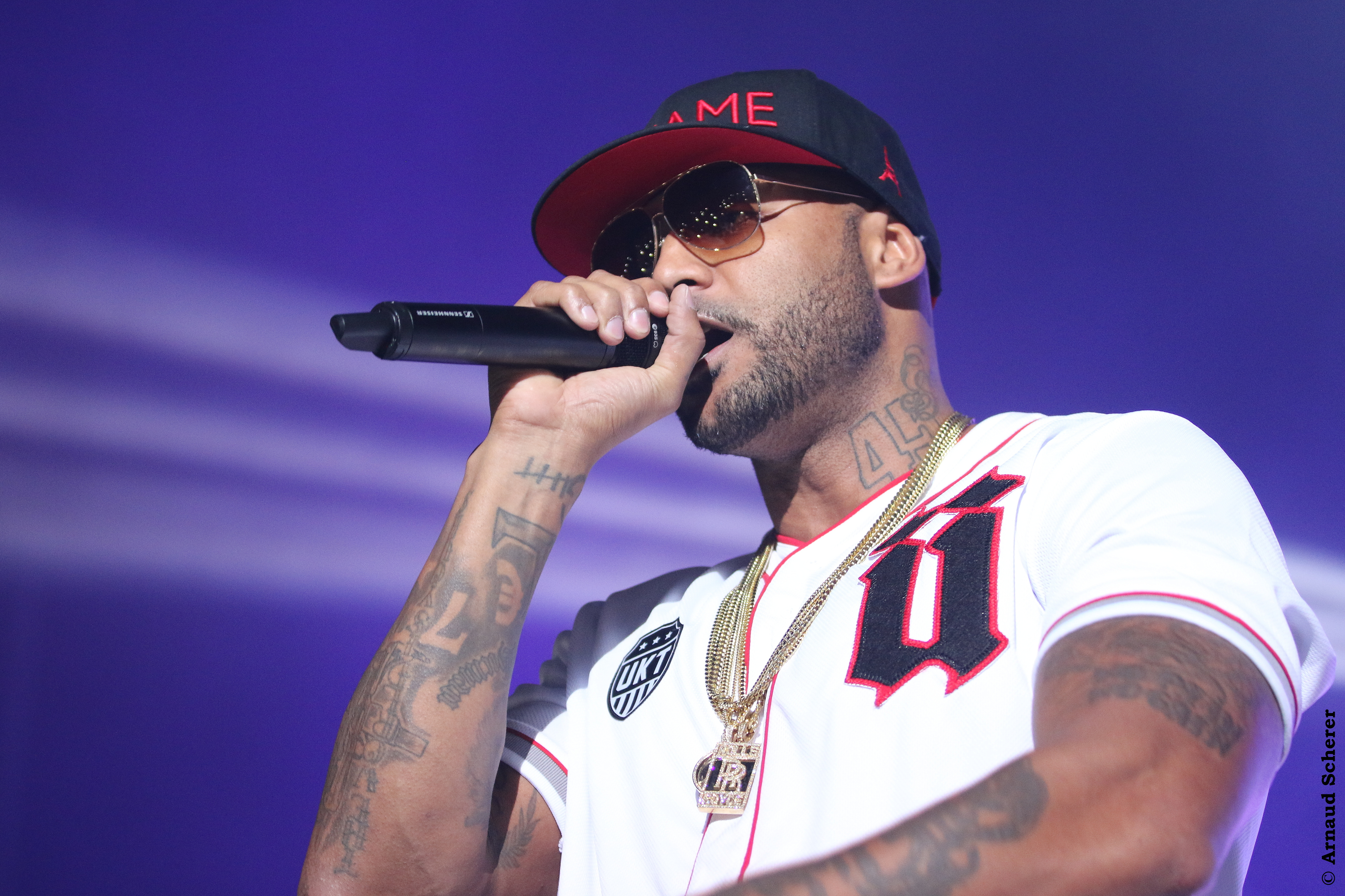
Booba

Booba et Kaaris ont longtemps entretenu une relation conflictuelle. Anciennement alliés au sein du label 92i, leur rivalité s'est intensifiée au fil des années, alimentée par des dissensions professionnelles et des attaques publiques sur les réseaux sociaux. Le conflit a culminé en 2018, lorsque des tensions persistantes ont conduit à une altercation physique.

## Déroulement de la rixe
Le 1ᵉʳ août 2018, Booba et Kaaris se retrouvent par hasard dans l'aéroport Paris-Orly, alors qu'ils s'apprêtaient à embarquer pour un vol à destination de Barcelone. Accompagnés de leurs entourages respectifs, les deux rappeurs en viennent aux mains dans une zone commerciale du terminal Ouest. L'affrontement, qui s'est propagé dans plusieurs boutiques de l'aéroport, a causé d'importants dégâts matériels et perturbé le trafic aérien,.

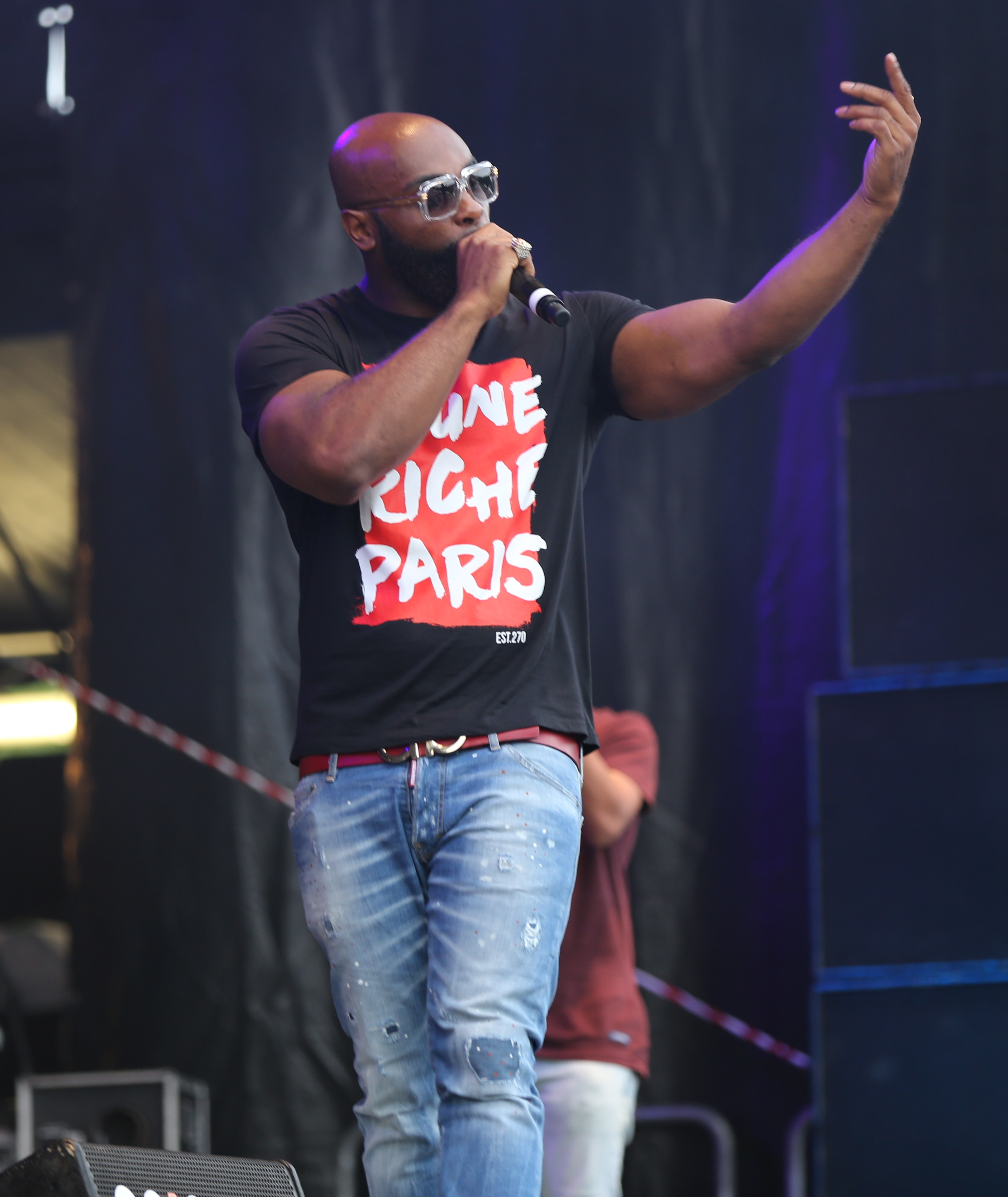
Kaaris

Des vidéos de la bagarre, rapidement diffusées sur les réseaux sociaux, montrent les deux groupes se jetant divers objets et se frappant violemment, sous le regard de passagers stupéfaits.

## Conséquences judiciaires
À la suite de l'incident, Booba, Kaaris et plusieurs membres de leurs entourages sont interpellés par la police aéroportuaire et placés en garde à vue. Le 3 août 2018, ils sont déférés devant le tribunal correctionnel de Créteil pour "violences aggravées" et "destruction de biens en réunion". Les rappeurs sont placés en détention provisoire en attendant leur procès,.
Le 9 octobre 2018, le tribunal de Créteil condamne Booba et Kaaris à 18 mois de prison avec sursis et 50 000 euros d'amende chacun. Les sanctions prennent en compte les dégâts matériels causés et le trouble à l'ordre public. Les condamnés n'ont pas effectué de peine de prison ferme.
Booba et Kaaris ont été condamnés à payer conjointement la somme de 30 000 euros à la Société de distribution aéroportuaire pour les dégâts matériels causés lors de leur altercation à l'aéroport d'Orly.
En plus de l'amende pour les dégâts matériels, les deux rappeurs ont dû verser 5 500 euros pour le préjudice matériel et 10 000 euros pour le préjudice à l'image au groupe Aéroports de Paris (ADP).

## Réactions et impact médiatique
L'incident a suscité une large couverture médiatique, tant en France qu'à l'international. De nombreux observateurs ont critiqué l'attitude des deux rappeurs, soulignant leur responsabilité en tant que figures publiques. Par ailleurs, cet affrontement a entraîné une multiplication des provocations et défis sur les réseaux sociaux, les deux artistes annonçant notamment un combat de MMA qui n'a jamais eu lieu,.
Sur le plan artistique, cette rivalité a alimenté de nombreux morceaux et interviews dans lesquels Booba et Kaaris ont continué à s'attaquer verbalement, perpétuant l'animosité entre eux.

## Interprétation artistique

### La bataille d'Orly: Une exposition en trois actes
L'exposition se décline en trois espaces-temps, offrant une perspective narrative sur la rivalité entre Booba et Kaaris. La première partie s'attarde sur la violence de l'affrontement dans l'aéroport, illustrée par une fresque réalisée à l'aérosol, inspirée des tableaux de la Renaissance. Parmi les œuvres marquantes, une sculpture en bronze d'un poing tenant une bouteille de parfum rappelle la scène où les rappeurs avaient utilisé des flacons comme projectiles dans un duty free.
Le second acte met en avant l'emballement médiatique qui a suivi cette altercation. Plusieurs tableaux dépeignent les deux artistes dans leur quotidien, chacun sur les réseaux sociaux, multipliant les invectives et réactivant sans cesse leur rivalité. Guillaume Cagniard illustre ainsi la façon dont le conflit s'est propagé au-delà de l'incident initial.
Enfin, la troisième partie explore un aspect fictionnel de cette querelle, en imaginant le fameux "octogone" promis par les rappeurs, qui n'a jamais vu le jour. L'artiste fantasme un affrontement réel, mais aussi d'éventuelles réconciliations entre les deux protagonistes.

#### Un regard artistique sur la violence sociétale
Au-delà de la rivalité entre Booba et Kaaris, Guillaume Cagniard propose une réflexion sur la violence dans la société contemporaine. Selon lui, cet événement reste toujours d'actualité, notamment à travers les médias et les réseaux sociaux, qui amplifient les conflits et les polémiques. "Cette bagarre est encore plus actuelle en 2024, car elle soulève des questions sur l'amitié, la revanche et la séparation", explique l'artiste.
Les rappeurs avaient été condamnés à l'époque à 18 mois de prison avec sursis et à 50 000 euros d'amende chacun. Si Booba a relayé l'invitation au vernissage de l'exposition sur ses réseaux sociaux en mentionnant Kaaris, aucune rencontre officielle n'est prévue entre les deux artistes.